# Star Trek: A manga
A Star Trek manga eredetileg a Tokopop kiadványa. Több egymástól független történetet dolgoz föl, melyekben az eredeti Star Trek sorozat karakterei és az első Enterprise csillaghajó szerepelnek. Ezidáig két kötet jelent meg, a Shinsei Shinsei és a Kakan ni Shinkou. Magyarul 2007 októberében jelent meg az első kötet a Mangattack kiadásában. Ezt követte a második, 2008 januárjában.

## Shinsei Shinsei

### Mellékhatások
Az Enterprise legénysége egy elhagyatott csillaghajóra akad, melyben haldokló, gépiesített idegen lényeket tárolnak sztázisban. A hajón felélednek az idegenek, élükön egy különösen erős kiborg nővel, aki a testébe épített injekciós csővel megfertőzi Chekov zászlóst. Megjelenik egy másik hajó, amely magával ragadja az Enterprise-t és a roncsot, egy távoli űrbázishoz vontatja őket egy féregjáraton keresztül. Ott a kibernetizált idegenek harcba bocsátkoznak az Enterprise és az állomás legénységével, ám csak az Enterprise tisztjei és a korábban őket megtámadó nő menekülnek meg. Az Enterprise hazatér és Chekovot is sikerül meggyógyítani, ám Kirk kapitányt és McCoy doktort aggasztja a kiborg nő és az általa képviselt veszély. Bár szó szerint nincs kimondva, konkrét utalással jelzik: a nő a későbbi Borg kollektíva királynője.

### Bármi, csak egyedül
Egy ismeretlen bolygóra érve az Enterprise legénysége egy látszólag kihalt faj népét és civilizációját találja meg. A bolygó lakói különösen ellenállóak és gyorsan gyógyulnak, ám néhányukat rejtélyes fájdalom kínozza. Az Enterprise tisztjei kiderítik, hogy mindez csupán illúzió és valójában egy letűnt civilizáció utolsó túlélőjének kivetített, anyagi formát öltött emlékei.

### Mindhalálig
Az Enterprise egy kihalt bolygót talál, melyen azonban szükségszerűen életnek kéne lennie. Amikor rakétatámadást indítanak a bolygó felszínéről a csillaghajó ellen, Kirk kapitány két felderítő egységet sugároztat a bolygóra, az egyiket jómaga, a másikat Spock vezeti. Két szarkofágnak látszó gépet találnak, melyeket felsugároznak az Enterprise fedélzetére. A szarkofágok energiát kezdenek elvonni a hajó rendszereiből és hatással lesznek a legénységre: a nők a férfiak ellen fordulnak és viszont. A szarkofágokból egy telepata nő és férfi lép elő, akikről kiderül, hogy korábbi szerelmük gyűlöletté vált és bolygójukon nemi háború pusztított el minden életet. Az idegenek most az Enteprise legénységét használják fel katonáikként, mígnem Kirk kapitány egymásnak nem ereszti a két vezért. Az idegen nő és férfi megöli egymást és befolyásuk megszűnik. A csatában megsérült, szétválasztott Enterprise tovább indul egy javítóállomásra.

### Oban
Az Enterprise diplomáciai küldetést teljesít: két, korábban generációkon át húzódó háborút vívó bolygó békekötésének tiszteletére egy korábban kiírtott és most genetikailag újjáteremtett állatot, az obant kell eljuttatniuk az egyik bolygóról a másikra. Az oban nyugtató hatással van a kimerült legénységre, ám a lényt megfertőzi egy, az őshonos bolygójáról származó szerkezetben lakó baktérium. Az állat hatalmas szörnyeteggé változik, mely megtizedeli a legénységet és kéntelenek lesugározni a bolygóra. Kiderül, hogy a másik bolygó lakói így próbáltak, békés szándéknak álcázva, egy élő fegyvert juttatni korábbi ellenségeikhez, újrakezdve a háborút. Végül sikerül elpusztítani az obant és Kirk kapitány, a béke jegyében, nem bántja annak megteremtőit sem.

### Árvák
Miután humanoid robotpáncélokba öltözött kalózok fosztogatják az űrközi teherszállítókat, azok az Enterprise segítségét kérik. A csillaghajó csatába bocsátkozik a támadókkal, melyeket családjuktól elszakított, katonáskodásra nevelt gyermekek irányítanak. A vezetőjük halálával a rangban utána következő veszi át az irányítást, akit Kirk kapitánynak sikerült meggyőznie tettei súlyáról. A katona-árvák végül a teherszállítók védelmezőivé válnak.

### A lényeg: Ne árts! (novella)
Egy ipari kultúra kifejlődése előtti bolygón McCoy doktor régi barátja, Revati Jendra doktornő titokban modern orvosi eszközökkel kezeli a betegeket, ezzel megszegve a Csillagflotta Elsődleges Irányelvét. Mikor Kirk kapitány és társai felelősségre vonják, a doktornő elmeséli történetét: korábban morálisan megkérdőjelezhető kísérleteket hajtottak végre a bolygó lakóin és véletlenül egy halálos járványt szabadítottak rájuk. Most önzetlen segítségével vezekel, míg teheti, ugyanis halálos beteg. Kirk kapitány szembeszegül a kiadott paranccsal és nem viteti el a doktornőt, hogy az folytathassa feladatát, megadva neki a második esélyt.